# Ronchin
Ronchin – miejscowość i gmina we Francji, w regionie Hauts-de-France, w departamencie Nord.
Według danych na rok 1990 gminę zamieszkiwało 17 937 osób, a gęstość zaludnienia wynosiła 3309 osób/km² (wśród 1549 gmin regionu Nord-Pas-de-Calais Ronchin plasuje się na 35. miejscu pod względem liczby ludności, natomiast pod względem powierzchni na miejscu 643.).

## Miasta partnerskie
- Halle (Westf.), Niemcy
- Târnăveni, Rumunia
- Kirkby-in-Ashfield, Wielka Brytania